# Holstein-Friesian

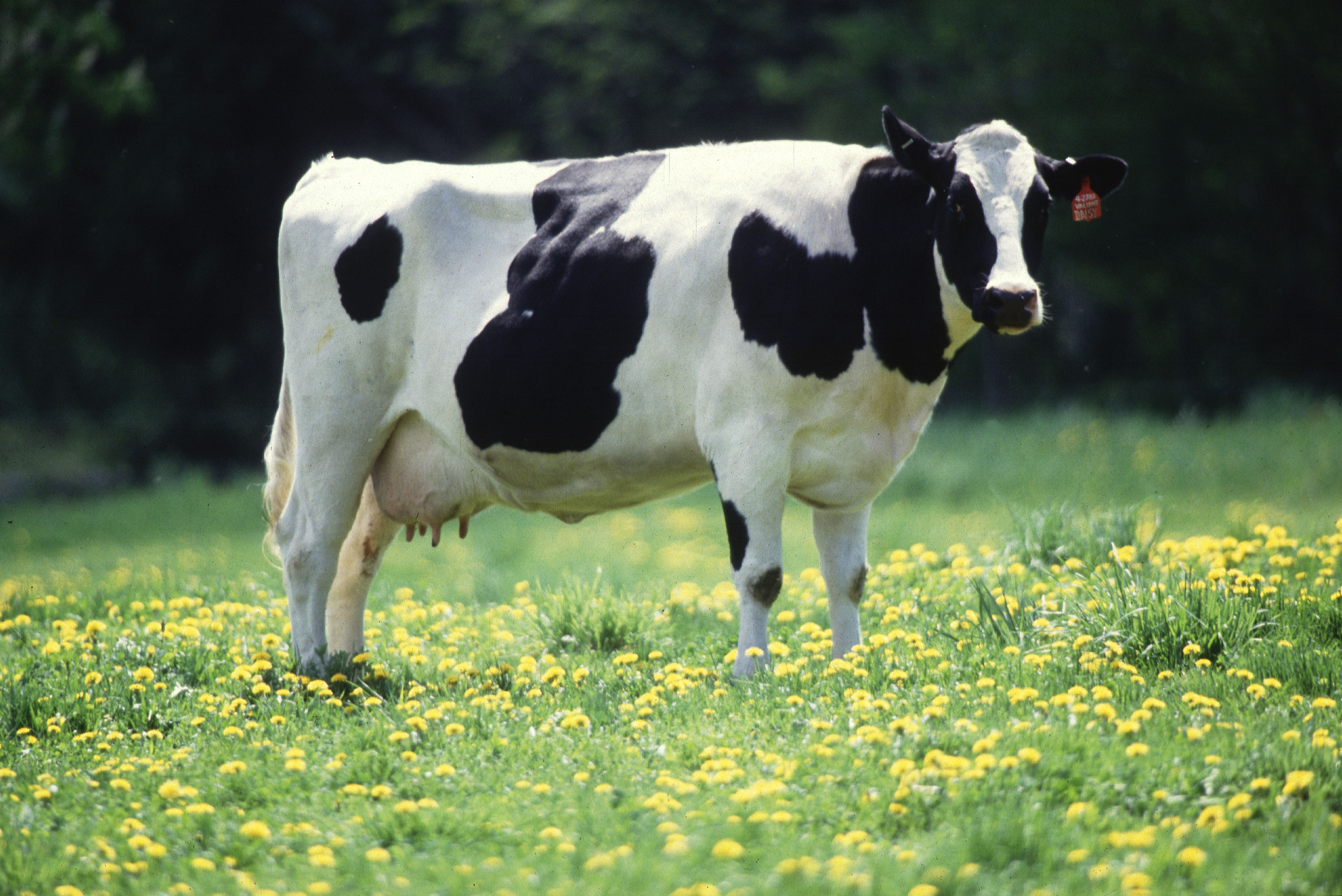
Holstein-Friesian

Holstein-Friesian (HF), is een Amerikaans zwart- of roodbont melkras. De HF is vooral voor de melk, slank (melktypisch) en mager, gebouwd. De koe heeft vrijwel geen bespiering. De Holstein-Friesian is groter dan het Fries-Hollands (FH) ras maar minder gespierd. Het heeft een hogere melkproductie, maar de gehaltes (eiwit en vet) daarentegen zijn bij Maas-Rijn-IJssel (MRIJ) en FH hoger.

## Oorsprong
Het Friese rund ontstond nadat Friese en Bataafse runderen met elkaar gekruist werden, en groeide uit tot een geweldig melkras.   
Nederlandse koeien waren in de 19e eeuw populair in het buitenland vanwege hun hoge melkproductie. In de Verenigde Staten werd met Nederlandse koeien verder gefokt. Deze koeien kregen de naam Holstein-Friesian. In de tweede helft van de 20e eeuw kwamen deze Amerikaanse afstammelingen van Nederlandse koeien terug in Nederland, omdat ze inmiddels meer melk gaven dan de Nederlandse rassen MRIJ en FH. Sindsdien is de zwartbonte Holstein-Friesian het belangrijkste koeienras in Nederland.

## Genen
In de onderstaande tabel staan de internationaal erkende recessieve genen voor Holstein Friesian
| Naam         | Volledige naam                               | Code | Expressiecode | Type      |
| BLAD         | Bovine Leucocyte Adhension Deficiency        | BL   | BLC / BLF     | Recessief |
| DUMPS        | Deficiency of Uridine Monophosphate Synthase | DP   | DPC / DPF     | Recessief |
| BLACK/RED    | Zwart / Rood                                 | BR   | BRC           | Recessief |
| CVM          | Complex Vertebal Malformation                | CV   | CVC / CVF     | Recessief |
| MULEFOOT     | Evenhoevigheid                               | MF   | MFC / MFR     | Recessief |
| RED FACTOR   | Rood Factor                                  | RF   | RFC / RFF     | Recessief |
| Polled       | Hoornloosheid                                | P    | P             | Dominant  |
| Arachnomelie | Spinnenpoot                                  | A    | nog onbekend  | Recessief |
| brachyspina  | brachyspina                                  | BR   | nog onbekend  | Recessief |

De expressiecode bestaat uit de code plus een letter. Dit kan een F (getest en geen drager) of een R (getest en wel drager) zijn.
Voor meer informatie over de Rood Factor zie ook Red Holstein Frisian - RoodFactor

### Omschrijving van een aantal genen
- Mulefoot; het dier heeft dan in plaats van twee klauwen maar 1 klauw aan een voet zitten, dit is niet heel ernstig maar kan ervoor zorgen dat het dier minder goed kan lopen.
- Polled; dit is een gen dat wel zeer gewenst is, want het dier heeft dan geen hoorns. Er is dan ook geen operatie nodig om deze te verwijderen.
- Arachnomelie; als zowel de moeder als de vader drager zijn van dit gen bestaat er tijdens de dracht een grote kans op misvorming van het bottenstelsel van de vrucht. Als dat gebeurt, wordt het kalfje misvormd geboren en is het weinig levensvatbaar.